# Сидоров Олексій Євдокимович
Си́доров Олексі́й Євдоки́мович — (* 1 квітня 1924, с. Великі Мемі, Татарстан — † 28 квітня 2001, Вінниця) — український радянський живописець. Член Спілки художників України з 1963 р. Заслужений художник України (1979). Працював у станковому живописі, переважно у жанрах пейзажу та тематичної картини.

## Життєпис
Народився 1924 року у Татарстані. Учасник Другої світової війни. Закінчив Бакинське художнє училище (1949), Київський державний художній інститут за спеціальністю «станковий живопис» (1955). Педагоги: професор О. Шовкуненко, В. Пузирков, І. Рєзник, М. Шаронов, С. Єржиковський, М. Іванов. По закінченні інституту отримав розподіл до Вінниці. Вступив до Спілки художників України (1963). Перебував біля витоків створення Вінницької обласної організації НСХУ, був її першим головою упродовж 11 років (1976—1986). Отримав звання «Заслужений художник України» (1979). Помер  28 квітня 2001 року у Вінниці.

## Творчість
Автор тематичних картин і пейзажів. Учасник обласних, республіканських (з 1960), всесоюзних і міжнародних виставок. Персональні виставки у Вінниці (з 1957 p., у 1998 — ювілейна, в художньому музеї), Одесі (1959), Києві (1963), Москві (1967). Твори знаходяться в музеях і приватних колекціях України, Америки, Британії, Італії, Польщі, Росії, Франції.